# Bad Muskau
Bad Muskau (en sorabe : Mužakow) est une ville et une station thermale allemande dans l'arrondissement de Görlitz, dans le Land de Saxe. Elle est célèbre pour le parc de Muskau, créé par le prince Hermann von Pückler-Muskau, un vaste jardin anglais qui est inscrit sur la liste du patrimoine mondial de l’UNESCO.

## Géographie
La ville se situe dans la région historique de Haute-Lusace, sur la rive gauche de la Neisse qui marque depuis 1945 la frontière entre l'Allemagne et la Pologne. Elle est géomorphologiquement située dans l'arc morainique de Muskau.
Le parc de Muskau s'étend de part et d'autre de la frontière polonaise jusqu'à la ville voisine de Łęknica.
La Bundesstraße 115 (Forst–Niesky–Görlitz) et la Bundesstraße 156 (Spremberg–Weißwasser) se croisent à l'ouest de la ville.

## Architecture
- Château de Muskau, ensemble comprenant le nouveau château néorenaissance, le vieux château du XVIe siècle et le parc de Muskau.
- Église luthérienne évangélique du XVIe siècle, rénovée au XIXe siècle.
- Église catholique, construite en 1870-1873.

## Jumelages
La ville de Bad Muskau est jumelée avec :
- Łęknica (Pologne) depuis 2003
- Bolków (Pologne) depuis 2006

## Personnalités
- Nathanael Gottfried Leske, né le 22 octobre 1751 à Muskau et mort le 25 novembre 1786 à Marbourg,  naturaliste et géologue ;
- Louise Diede zum Fürstenstein, née von Callenberg le 25 août 1752 au château de Muskau et morte le 29 août 1803 à la villa Rezzonico, près de Bassano del Grappa (province de Vicence), claveciniste, pianiste et compositrice ;
- Leopold Schefer, né le 30 juillet 1784 à Muskau et mort le 13 février 1862 dans la même ville, poète, romancier et compositeur d'origine sorabe ;
- Hermann von Pückler-Muskau, né le 30 octobre 1785 au château de Muskau et mort le 4 février 1871 au château de Branitz, orientaliste et écrivain sous le nom de plume de Semilasso ;
- Alwin Schultz, né le 6 août 1838 à Muskau et mort le 10 mars 1909 à Munich, historien de l'art et médiéviste, professeur à l'université Charles de Prague ;
- Traugott Hermann von Arnim-Muskau, né le 20 juin 1839 à Mersebourg et mort le 22 janvier 1919 au château de Muskau (de), député du Reichstag ;
- Bruno von Mudra, né le 1er avril 1851 à Muskau et décédé le 21 novembre 1931 à Schwerin, général de la Deutsches Heer ;
- Karl Peglau, né le 18 mai 1927 à Muskau et mort le 29 novembre 2009 à Berlin, psychologue de la circulation allemand qui a inventé les icônes Ampelmännchen trafic symboles utilisés dans l'ancienne Allemagne de l'Est ;
- Olaf Zinke, né le 9 octobre 1966 à Bad Muskau, patineur de vitesse ;
- Ronny Arendt, né le 24 novembre 1980 à Bad Muskau, joueur de hockey sur glace ;
- Frank Hördler, né le 26 janvier 1985 à Bad Muskau, joueur de hockey sur glace ;
- Markus Lehnigk, né le 21 juillet 1988 à Bad Muskau, joueur de hockey sur glace ;
- Katharina Schwabe, née le 29 avril 1993 à Bad Muskau, joueuse de volley-ball.